# L'usuraio (manga)
L'usuraio (闇金ウシジマくん?, Yamikin Ushijima-kun) è un manga scritto e illustrato da Shohei Manabe. L'opera è stata pubblicata sulle pagine della rivista Big Comic Spirits della casa editrice Shogakukan dal maggio 2004 al maggio 2019. L'edizione Italiana è stata annunciata da Panini Comics durante l'edizione 2014 del Cartoomics di Milano ed è uscita nel giugno seguente. 
Dal manga nel 2010 è stato tratto anche un dorama e nel 2012 un film live-action; nel maggio 2014 in patria è uscito il secondo film.
Nel 2011 la serie ha vinto il 56º Shogakukan Manga Award nella categoria generale.

## Trama
Kaoru Ushijima gestisce la Buy Buy Finance, un'agenzia finanziaria del mercato nero che impone ai propri clienti pagamenti rateali con interessi superiori al 50% per dieci giorni. I debitori, generalmente provenienti dagli strati più infimi della società, vengono inseguiti da Ushijima e costretti a pagare con metodi efficaci ma poco ortodossi.